# Pedro Déniz
Pedro J. Déniz Acosta (Santa Brígida, Canarias, España, 1 de agosto de 1964) es un artista interdisciplinar español que ha desarrollado trabajos y experiencias que van desde lo objetual a la instalación, desde la fotografía al vídeo, cultivando la acción, el performance la poesía visual y el diseño gráfico.

## Semblanza
En 1998 inaugura el proyecto La Puente, que supone un punto de inflexión en su obra, abriendo vías de comunicación y acción artística mediante el lanzamiento de botellas a la altura del Meridiano cero contenedoras de mensajes elaborados por diferentes artistas.
En el año 2002 realiza su primera exposición en la Sala de San Antonio Abad del Centro Atlántico de Arte Moderno, CAAM. También ese mismo año presenta junto al artista marroquí Mounir Fatmi la performance Power line - Imagen y poder en Espacio C Arte Contemporáneo, Camargo, Santander. Los dos artistas volvieron a colaborar un año después en el II Encuentro Internacional de Arte Contemporáneo Espacios Mestizos, Osorio, Teror, Gran Canaria con la performance Espacios Mestizos, ambas acciones proponían situar al espectador en un punto de reflexión sobre las fricciones culturales. En el marco de Performando, Encuentro de Acciones y Performances celebrado en Las Palmas de Gran Canaria ejecuta la performance El papel de la memoria mediante la construcción de un muro a través de fragmentos de prensa con el objeto de cuestionar la información a la que nos relegan los medios.
En octubre de 2003 incluye una instalación fotográfica denominada Welcome en la Bienal de Fotografía Africana Contemporánea, 5èmes Rencontres de la Photographie Africaine de Bamako, en Malí. Ese mismo año se exhibe Dulce-Sal una instalación fotográfica basada en la temática migratoria incluida en el proyecto colectivo del Aula del Mestizaje de la Universidad de Las Palmas de Gran Canaria.
El artista Ricardo Basbaum (Brasil), Robin Rhode (Sudáfrica) y Pedro Déniz exhibieron la exposición colectiva denominada 3 Escenarios, la instalación estuvo de marzo a abril en la Sala de San Antonio Abad del Centro Atlántico de Arte Moderno CAAM, en 2005. Uno de sus poemas visuales es seleccionado para la exposición Desacuerdos. Sobre arte, política y esfera pública en el Estado español, sección de poesía experimental, en el Museo de Arte Contemporáneo de Barcelona MACBA. Ese mismo año presenta su vídeo May day en el contexto de la 6º Bienal Fotográfica de Bamako, Mali.
Durante los meses de abril y mayo de 2006 participa en la segunda parte de Violencias Urban(istic)a en la Fundación MAPFRE Guanarteme de Las Palmas de Gran Canaria y Santa Cruz de Tenerife, Gobierno de Canarias. Ese año también presenta en la Bienal de Dakar su obra Ajuy dentro del proyecto multimedia Meeting Point.
De octubre a diciembre de 2007 expone en la Galería Metropolitana de la Universidad Autónoma de México UAM en México DF el proyecto Tránsitos, los territorios de la realidad junto a los artistas Domingo Díaz y Jose Luzardo quienes pretenden cuestionar con sus obras el concepto monodireccional de la realidad impuesta por la cultura dominante.
En abril de 2008 participa con el performance Jappy New Year en el Proyecto Circo, un evento internacional de Performance y Audiovisuales, La Habana, Cuba. En el marco del Encuentro Interacción organizado por Gran Canaria Espacio Digital presenta su performance Tránsito/Ceguera donde indaga sobre la pérdida del arraigo que provoca la migración.
En el año 2009 exhibe en la 10° Bienal de La Habana la instalación interactiva Trinchera del pensamiento donde Pedro Déniz refleja a través de su obra la fragilidad del pensamiento plural.